# Kunwak River
Kunwak River ist ein etwa 200 km langer linker Nebenfluss des Kazan River im kanadischen Territorium Nunavut.
Der Fluss bildet den Abfluss des Tulemalu Lake. Er fließt nach Nordosten zum Tebesjuak Lake, durchfließt anschließend die östlich gelegenen Seen Mallery Lake und Princess Mary Lake und mündet schließlich in den Thirty Mile Lake, welcher vom Kazan River durchflossen wird.